# Togoperla clavata
Togoperla clavata är en bäcksländeart som beskrevs av Bill P.Stark och Ignac Sivec 2008. Togoperla clavata ingår i släktet Togoperla och familjen jättebäcksländor. Inga underarter finns listade i Catalogue of Life.